# Umkreis des Euergides-Malers

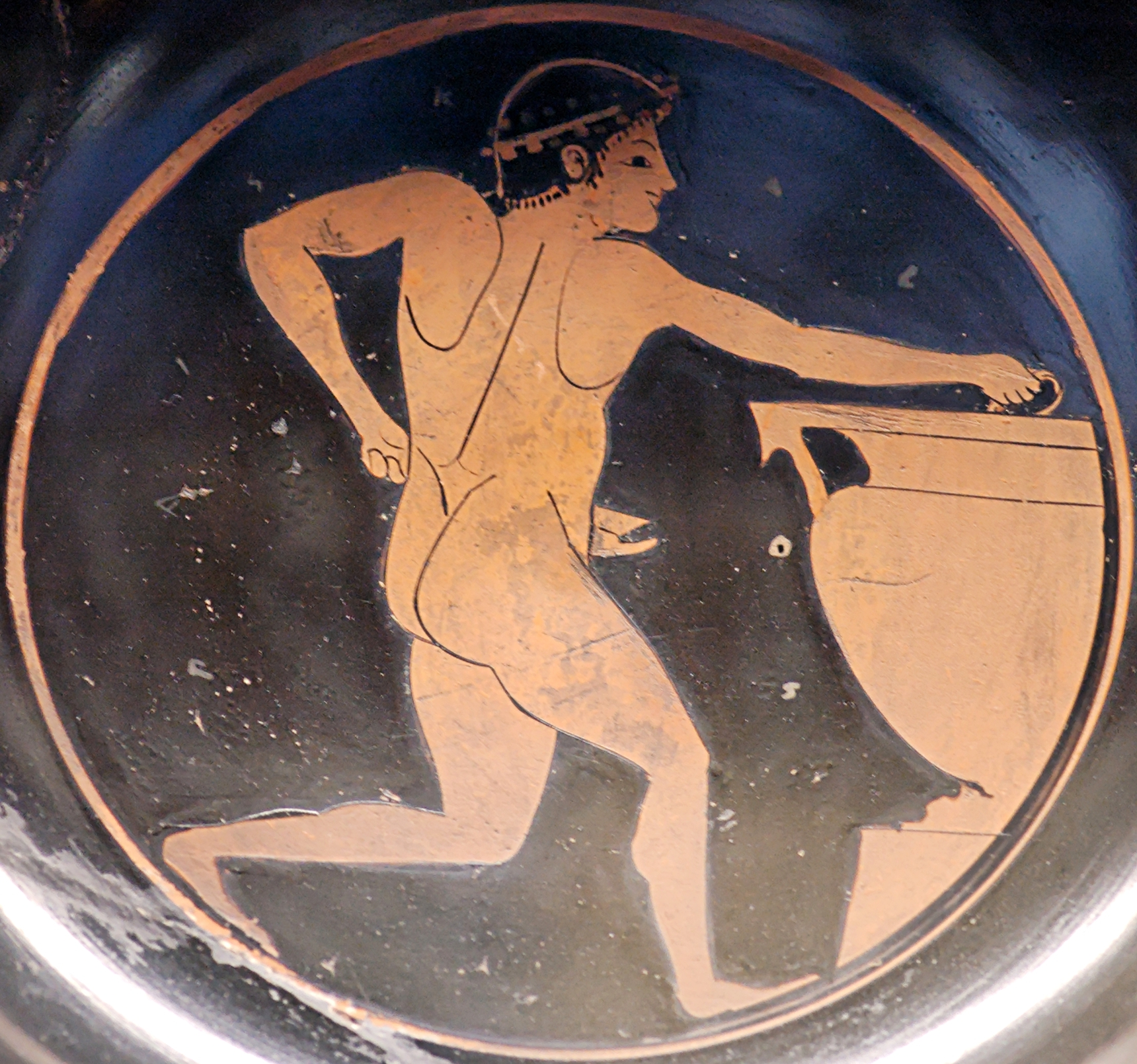
Nackter Jüngling schöpft Wein aus einem Krater; Schale, um 520/10 v. Chr., Paris, Louvre G 98

Als Umkreis des Euergides-Malers (englisch Circle of the Euergides Painter) wird eine Gruppe von antiken griechischen Vasen bezeichnet, die mit dem Euergides-Maler assoziiert werde, ohne diesem jedoch selbst zugeschrieben zu werden. Die Werke werden gegen das Ende des 6. Jahrhunderts v. Chr. datiert.

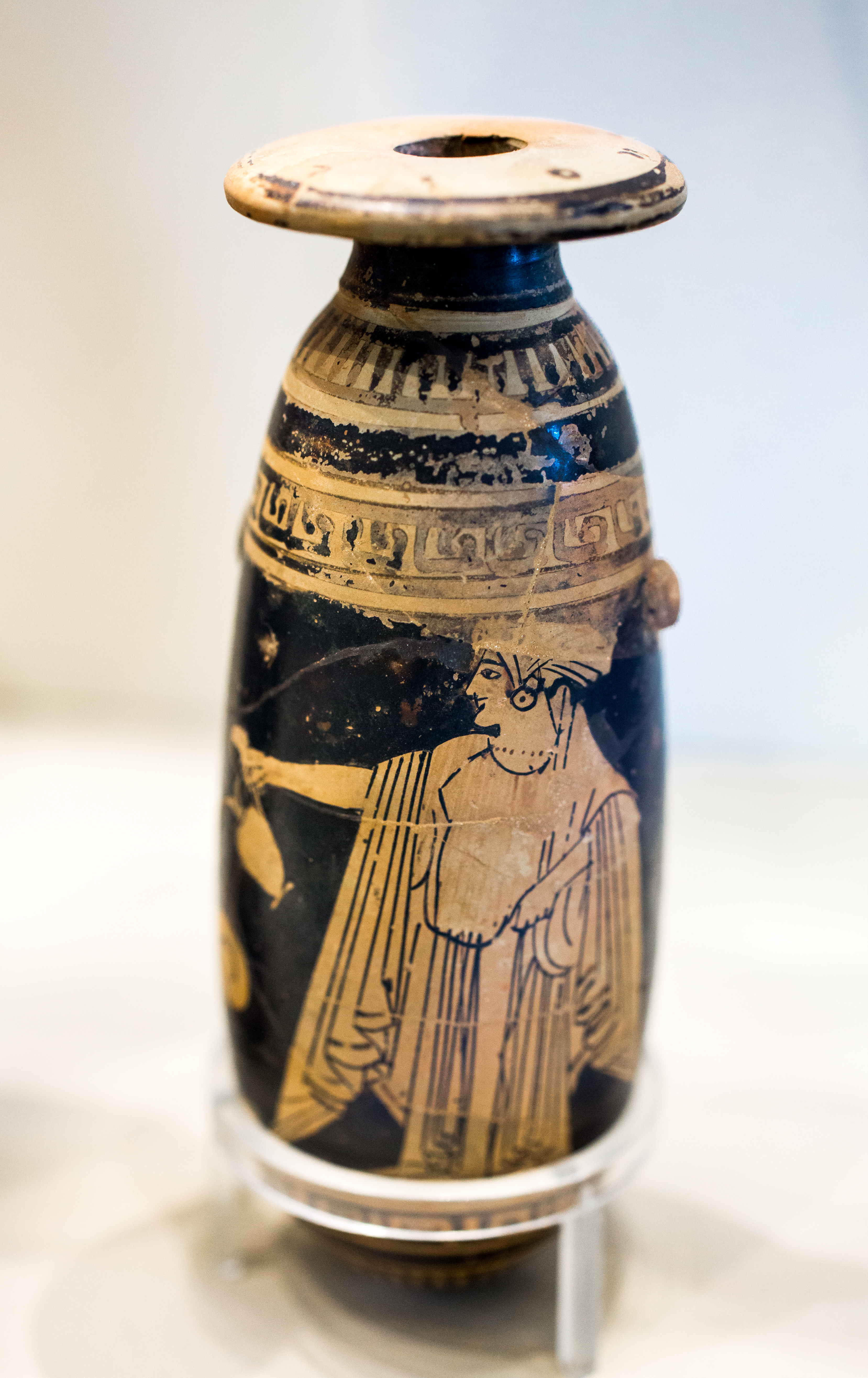
Alabastron der Gruppe der Paidikos-Alabastra: in einem Stuhl sitzende Frau opfert aus einer Oinochoe eine Trankspende an einem Altar; Tübingen, Antikensammlung der Universität Tübingen; um 510/500 v. Chr.

In der zweiten, stark überarbeiteten und ergänzten Auflage seines grundlegenden Standardwerkes zur rotfigurig-attischen Vasenmalerei, Attic Red-Figure Vase-Painters, widmete John D. Beazley den Werken des Euergides-Malers sowie dessen Umfelds das siebte Kapitel. Zunächst führte er die signierten Werke des Töpfers Euergides auf, nach dem der Vasenmaler benannt ist. Es folgt eine Aufzählung der Werke, die dem Euergides-Maler direkt zugewiesen wurden. Beazley hat ein ineinander aufbauendes System von Arten der Zuschreibungen in seinen Forschungen geschaffen. So existierten etwa neben den direkten Zuschreibungen auch noch weitere Zuschreibungen, die eine bestimmte Form der Verbindung definierten. So definierte er etwa Schüler-Lehrer-Verhältnisse, sammelte Werke von Nachahmern oder definierte ganze Künstlergruppen und in seltenen Fällen auch Werkstattzusammenhänge. Ein weiteres Element sind Vasen, die er als in der Art eines Vasenmalers, also hier in der Art des Euergides-Malers englisch manner of the Euergides Painter – von anderen Forschern darüber hinaus auch in der Form nahe dem Euergides-Maler englisch near the Euergides Painter erweitert –, geschaffen sah, ohne dass sie wahrscheinlich wirklich von diesem geschaffen wurden. Häufig steht dahinter die Annahme, dass es sich dabei um weniger talentierte Maler einer Werkstatt handelte, die die Meistermaler kopierten. Eine weitere Möglichkeit ist, dass bei serieller Fabrikation verschiedene Qualitätsstufen vorkamen oder verschiedene Maler gemeinsam arbeiteten. Gerade beim Euergides-Maler sind solche Vasen in großer Zahl überliefert, dass Beazley und andere Vasenforscher hier einen eigenständigen Kreis erkannten, der jedoch nicht so eng zusammen gehörte, um der Beazley'schen Definition einer Künstlergruppe zu genügen.
Neben diesen Vasen in der Art oder nahe stehen noch weitere Vasen in Verbindung mit diesen. Besonders problematisch sind dabei die sowohl schwarzfigurig/weißgrundig als auch rotfigurig gearbeiteten Werke der Gruppe der Paidikos-Alabastra. Insbesondere zwei, die dem Pasiades-Maler zugeschrieben werden, stehen denen des Euergides-Malers sehr nahe. Durch diese Zusammenhänge kommen auch die Töpfer Pasiades und Paidikos in dem Umkreis dieser Gruppe. Etwa ein halbes dutzend Vasen verbinden nach Beazley sowohl Elemente des Euergides-Malers als auch Elemente des Werkes des Epeleios-Malers. Schon dem Euergides-Maler ist eine mechanische Reproduktion seiner Motive zu eigen, die Werke aus seinem Umfeld erfüllen diese Definition noch mehr. Als eigenständige Künstlerpersönlichkeiten beziehungsweise Gruppe, dennoch aber im Umfeld des Euergides-Malers anzusiedeln sind laut Beazley die Gruppe von Akropolis 96, der Maler von Bologna 433 sowie die Gruppe von Montauban 11. Während Beazley dem Euergides-Maler etwa 150 Werke zugewiesen hat, liegt die Zahl des Umkreises etwas niedriger und dürfte je nach Definition der Zusammensetzung des Umkreises bis zu 100 Vasen und Fragmente umfassen.
Weitere ähnliche Umfelder, die Beazley oder andere Forscher bei den rotfigurig arbeitenden Keramikern der Spätarchaik erkannt haben, sind der Umkreis des Nikosthenes-Malers, die Syleus-Sequence sowie die überaus problematische Syriskos-Gruppe.